# Ars Hispana
Ars Hispana és una associació sense ànim de lucre amb seu a Madrid (Espanya), la finalitat de la qual és la recuperació i difusió del patrimoni musical espanyol i hispanoamericà anterior al segle xx.

## Història
L'associació Ars Hispana va ser fundada a Granada l'any 2007 pels musicòlegs Raúl Angulo Díaz, Antoni Pons Seguí i Marta Serrano Serrano Gil. El seu primer projecte es va centrar a recuperar una selecció d'obres del compositor Juan Francés de Iribarren (1699-1767), que van ser interpretades a diversos festivals de música entre el 2007 i el 2008 pel conjunt "Opera Omnia". L'activitat editorial es va iniciar el 2009 amb la publicació de l'Òpera Omnia de José Español (ca.1690-1758), l'"Obra selecta" en tres volums de Diego Pérez del Camino (1738-1796) i la sarsuela Coronis de Sebastián Durón (1660 -1716). Entre 2010 i 2016, la Fundació Gustavo Bueno de Oviedo va publicar les edicions preparades pels musicòlegs d'Ars Hispana. Des de 2017 l'associació Ars Hispana té la seu a Madrid i publica a la seva pròpia editorial. Les seves principals línies de recerca són els músics que van treballar per a la Reial Capella de Madrid (Carlos Patiño, Sebastián Durón, José de Torres, Antonio Literes, José de Nebra, Francisco Corselli, etc.) i la música escènica barroca. També presta especial atenció als oratoris conservats del segle XVIII.

## Línies de treball
La tasca de recuperació i difusió del patrimoni musical realitzada per Ars Hispana es basa principalment en la publicació d'edicions musicals i llibres i en l'assessorament musicològic per a músics. Des de la seva fundació, Ars Hispana treballa amb diversos grups de música i institucions per donar a conèixer les obres musicals que recupera.

## Premis
- Premi GEMA a la Investigació 2015
- Pel projecte "Delio Ardiente: les sarsueles de Sebastián Durón" (1660-1716) al costat de l'ensemble "El Parnaso Español" i el seu director Fernando Aguilá.
- Premi GEMA a la Investigació 2016
- Per la recuperació de l'"Oratori a Santa Bàrbara" de José Lidón (1748-1827) al costat de l'ensemble Acadèmia 1750 i el director Aarón Zapico.